# Molière (film, 2007)
Molière är en fransk komedifilm från 2007 i regi av Laurent Tirard. I huvudrollen som Molière ses Romain Duris. Filmens handling är mestadels fiktiv och många scener är hämtade ur Molières pjäser, däribland Tartuffe, Misantropen, Den inbillade sjuke och Den adelstokige borgaren, vars huvudperson också heter Jourdain. 

## Handling
Filmen inleds 1658, då den franske skådespelaren och dramatikern återvänder till Paris med sin teatertrupp för att uppträda på teatern som kungens broder givit honom. Främst återges dock handlingen i en flashback kring händelser som utspelar sig år 1645. Då Molière utan framgång försökt sig på en bana som skådespelare i tragedier och fängslas för sina ansamlade skulder. Han får dock hjälp av aristokraten monsieur Jourdain, som går med på att betala den unge skådespelarens skulder, om Molière i sin tur lär honom att agera så att han kan förföra föremålet för sin passion.

## Rollista i urval
- Romain Duris - Jean-Baptiste Poquelin
- Fabrice Luchini - M. Jourdain
- Laura Morante - Elmire Jourdain
- Edouard Baer - Dorante
- Ludivine Sagnier - Célimène
- Fanny Valette - Henriette Jourdain
- Gonzague Montuel - Valère
- Gilian Petrovski - Thomas
- Sophie-Charlotte Husson - Madeleine Béjart
- François Civil - Louis Béjart
- Anne Suarez - Catherine de Brie
- Annelise Hesme - Marquise du Parc
- Nicolas Vaude - Monsieur